# エーテル (物理学)

地球は光を伝える「媒質」であるエーテルの中を運動していると考えられていた。

物理学におけるエーテル (aether, ether, luminiferous aether) とは、光の波動説において宇宙に満ちていると仮定されるもので、光が波動として伝搬するために必要な媒質を言う。ロバート・フックによって命名された。
特殊相対性理論と光量子仮説の登場などにより、エーテルは廃れた物理学理論だとされている。

## 光の本性に関する研究の歴史

### 18世紀までの光の本性の研究
空間に何らかの物質が充満しているという考えは古くからあったものの、近代物理学においては17世紀のルネ・デカルトに始まる。
デカルトは、すべての空間には連続でいくらでも細かく分割できる微細物質が詰まっており、あらゆる物理現象はその中に生じる渦運動として説明できると考えた（渦動説）。カルテジアン（cartésien,デカルト主義者）と呼ばれる学派はそのようなデカルトの考えに基づく学派で、17世紀から18世紀にかけてのフランスで学界の主流を占めた。
デカルトによれば、光とはその宇宙に満ちている微細物質中の縦波のような圧力である。ロバート・フックはこの考え方を受け継ぎ、デカルトの宇宙に満ちている微細物質をエーテル（aether, ether）と呼び、光とはエーテルの中を伝わる振動であるとした。また、フックの考察と光の速さの有限性の結果に刺激を受けたクリスティアーン・ホイヘンスは、素元波の概念とホイヘンスの原理を導入することで光の波動説の基礎を作り上げた。
当初、実験物理学者として望遠鏡の製作が評価されていたアイザック・ニュートンは、当時の望遠鏡の欠陥であるレンズの色収差の問題を解決するため光学の研究を行っており、1672年に『光と色の新理論』（New theory about light and colours）という論文の中でその結果を報告した。しかしながら、その中で展開された色の理論が、当時主流のデカルトやフックの立場に反するものであったことから、以降、フックとニュートンの間に長い論争が交わされることとなった。
フックは光の波動説をとっており、ニュートンは1704年『光学』（Opticks）という著書の中で光を微粒子の放射と仮定していたように、強く主張してはいなかったものの光の粒子説をとっていたため、この論争は光の波動説と光の粒子説の近代における最初の対立とみなされることが多い。
以降、ニュートンの権威も手伝って18世紀においては、光の粒子説が受け入れられ、レオンハルト・オイラーを除いては光の本性について議論されなくなった。

### 19世紀における光の本性の研究
19世紀の物理学者トマス・ヤングとオーギュスタン・ジャン・フレネルは光は波動であると考えた。彼らは、光が横波であると考えるなら、波の振動の向きによって偏光を考えることができ、複屈折を説明することができると指摘した。さらに、回折について様々な実験を行うことにより、ニュートンの粒子モデルを否定した。
オーギュスタン＝ルイ・コーシーは、エーテルが普通の物質に引きずられると考えたが、そうすると今度は光行差を説明することができなくなってしまう。コーシーは、また、エーテル中に縦波が発生しないということから、エーテルの圧縮率は負であると考えた。ジョージ・グリーンは、このような流体は安定に存在し得ないと指摘した。一方、ジョージ・ガブリエル・ストークスは引きずり仮説を支持した。彼は、個々のエーテル粒子は高周波で振動しつつも全体として滑かに動くようなモデルを構築した。このモデルにより、エーテル同士は強く相互作用し、故に光を伝え、かつ、普通の物質とは相互作用しないという性質が説明された。
後年、ジェームズ・クラーク・マクスウェルによって電磁波の存在が予想され、さらにヘルツは電磁波の送受信が可能であることを実験的に示した。マクスウェルの方程式によれば、電磁波が伝播する速さcは誘電率εおよび透磁率μとの間に
{\displaystyle c^{2}={\frac {1}{\varepsilon \mu }}}
の関係があり、この速さは、実験的に知られていた光の速さと一致した。この事実から、光は電磁波の一種であると推定された。しかし、ニュートン力学においての基準座標系同士の関係（ガリレイ変換）を前提とすると、光の速さは、その光と同じ方向に進む観測者からは遅く、逆方向に進む観測者からは速く見えるはずである。従って、上式のような関係は一般には成立できない（どの基準座標系でも成立するわけではない）と考えられた。そこで、エーテルの運動を基準とした絶対座標系が存在し、その座標系でのみマクスウェルの方程式は厳密に成立すると推定された。マクスウェルやジョージ・フィッツジェラルドらは、このようなエーテルのモデルを提唱した。
しかし、これらのモデルでは、エーテルが持つ機械的性質は、実に奇妙なものにならざるを得なかった。すなわち、空間に充満していることから流体でなければならないが、高周波の光を伝えるためには、鋼よりもはるかに硬くなければならない。さらに、天体の運動に影響を与えないという事実から、質量も粘性も零のはずである。さらに、エーテル自体は透明で非圧縮性かつ極めて連続的でなければならない。

### エーテルの検出実験

マイケルソン・モーリーの実験は、直交する2つの経路を進むのに光が要する時間を比較するものである。これは、絶対座標系の不存在を確認する実験手法として広く用いられている。

19世紀後半には、この「エーテルの風」の効果を調べる実験が数多く行われた。しかし、それらの多くでは、実験精度の不足により満足な結果を得ることができなかった。しかしアルバート・マイケルソンとエドワード・モーリーは、ハーフミラーを用いることにより、直交する二つの経路を進むのに光が要する時間の差を高精度で測定した（マイケルソン・モーリーの実験）。1887年に、彼らはエーテルの風による影響は観測されなかった、との結果を報告した。これは、エーテルの概念に重大な誤りがあることの証左であると考えられた。同様の実験は、多くの物理学者によって、装置の精度を向上させながら繰り返し行われたが、ついにエーテルの風は検出されなかった。
これらの「エーテルの風」の実験結果について、エーテルの概念そのものを否定する意見と、エーテルは従来考えられていたよりも複雑な性質を持つが故に検出されなかったとする意見に分かれた。特に後者については、エーテルが地球に引きずられることによりエーテルの風が極めて弱くなる、との考えが支持されていた。しかし、既に指摘されていたように、エーテル引きずり仮説には、光行差を説明できないという問題があった。この仮説の直接的検証はハマールの実験によって為された。この実験では、光に巨大な鉛ブロックの間を通過させることにより、エーテルの運動が質量に引きずられるかどうか調べられた。そして、そのような引きずりは起きないことが確認された。
この問題に対する解決はローレンツ・フィッツジェラルド収縮仮説によって為された。すなわち、エーテル中を運動している一切の物体は、エーテルに対する運動の向きに沿って縮むと仮定された。この仮説によれば、マイケルソン・モーリーの実験によりエーテルの風が検出されなかったのは、装置がエーテルの風向きと平行に縮んでいたために、光速の変化と光の移動距離の変化が相殺されたからである。フィッツジェラルドは、この仮説のヒントをオリヴァー・ヘヴィサイドの論文から得た。この仮説の検証はケネディ・ソーンダイクの実験によって1932年に為され、装置の収縮および光の振動数の変化が、予想された値と一致すると結論された。
エーテルの性質を調べる有名な実験としては、他には1851年のフィゾーの実験が挙げられる。これは1818年にフレネルが予言した「速度vで動いている屈折率nの媒質中において、vと同じ方向に進む光の速さは、真空中の光速をcとして
{\displaystyle {\frac {c}{n}}+\left(1-{\frac {1}{n^{2}}}\right)v}
である」という法則を確認したものである。これは、スネルの法則や光行差を矛盾なく説明するための仮説だった。当初この仮説は、エーテルが物質に引きずられるために、光速の変化は媒質の速度よりも小さくなる、と解釈された。しかし、この解釈はヴィルヘルム・ヴェルトマンが、フレネルの式中のnが光の波長に依存することを実証したため、エーテルの運動は波長に依存し得ないことから、否定された。さらに、特殊相対性理論の観点から、マックス・フォン・ラウエにより、フレネルの式はvがcよりも十分小さい場合にのみ成立し、一般の式は
{\displaystyle {\frac {c/n+v}{1+{\frac {vc/n}{c^{2}}}}}\approx {\frac {c}{n}}+\left(1-{\frac {1}{n^{2}}}\right)v+O\left({\frac {v^{2}}{c^{2}}}\right).}
であることが1907年に示された。また、1913年に発見されたサニャック効果や1925年のマイケルソン＝ゲイル＝ピアソン実験の結果は、特殊相対性理論による予想と合致していた。
1920年代には、デイトン・ミラーによってマイケルソンと同様の実験が繰り返され、エーテルの風の存在を示唆する結果が得られた。しかし、これは従来のエーテル理論から予想される値よりも極めて小さく、また、他の研究者による追試ではミラーの結果は再現されなかった。後年の研究では、ミラーは温度変化による実験結果への影響を過小評価していたと考えられた。さらに高精度の実験が繰り返されたが、ついに、特殊相対性理論と矛盾する結果は得られなかった。

### エーテルの否定
前述の「エーテルの風」の実験結果についてエーテルの風が検出されなかったことは、エーテルの概念そのものを否定する意見を生み出した。しかしこれは、あくまで絶対時間・絶対空間を前提とした場合にのみ成立する否定である。そして、アルベルト・アインシュタインの特殊相対性理論は絶対時間・絶対空間を否定し、エーテルの実在性を必要としないシンプルで統一的な理論体系として完成した。これにより、物体が「エーテル風」を受けて3次元空間内で実際に縮むとするローレンツの理論は必要とされなくなった。絶対座標系及び絶対性基準を必要としない。これが「相対性」理論と称される所以となっている。
アインシュタインは、より根本的な原理から「長さ」や「時間」といった性質を導出できるはずであると考えた。そして、ローレンツ変換をマクスウェルの方程式から切り離し、時空間の性質を表す基本的な法則であると仮定した。また、アインシュタインは「エーテル」を物質を表す言葉とせず、真空であっても空間には重力場や電磁場が存在することから、こうした空間を「エーテル」と呼ぶことを提唱した。この場合、エーテルには誰から見ても不変的な位置や時刻の概念が存在せず、従って「エーテルに対する相対運動」を考えることは無意味となる。
アインシュタインが相対性原理を最も根本的な原理として考えたのに対し、特殊相対性理論の基礎を造ったローレンツは相対性原理の根本がエーテルであると考え、「長さの収縮」や「時間の遅れ」に表されるように、物体の特性はエーテル中の運動により変化すると考えた。アインシュタインとの違いは、長さや時間について絶対的な基準を設けることを可能と考えるか否かである。これは物理哲学の問題であるため、決着はついていない。

## エーテルと古典力学
エーテル仮説の最たる困難は、ニュートンの力学とマクスウェルの電磁気学の整合性である。ニュートン力学はガリレイ変換の下で不変だったが、マクスウェルの電磁気学はそうでなかった。従って、厳密には、少なくとも一方の理論は誤りであると考えざるを得ない。
ガリレイ変換とは、観測者の視点を変えることである。例えば時速80キロメートルで走る電車の中を、進行方向に向かって時速4キロメートルで歩いている乗客は、別の乗客からは、時速4キロメートルで動いているように見える。しかし、電車の外にいる人からは、この乗客は時速84キロメートルで動いているように見える。見る人が変われば運動も異なって見える、その見え方の違いを定式化したものがガリレイ変換である。そしてニュートンの運動方程式は、ガリレイ変換をしても、つまり誰から見ても、成立する。このように、常に成立することを「不変」という。
しかし、マクスウェルの方程式によれば、光の速さは誘電率と透磁率から定まるが、この値は、観測者の運動に依存しない。つまり、電車に乗っている人にとっても、外にいる人にとっても、光の速さは同じでなければならないことになる。すなわち、マクスウェルの方程式はガリレイ変換について不変ではない。全ての物理学理論はガリレイ変換について不変であるべきだと考えられていたため、「エーテルに対する絶対座標系」が存在し、マクスウェルの方程式はこの座標系においてのみ厳密に成立すると考えられた。
そこで、地球の、絶対座標系に対する運動に関心が持たれるようになった。マクスウェルは1870年代後半に、地球の運動が光の速さに及ぼす影響を調べることで、地球の絶対座標系に対する運動を知ることができると述べた。光の進行方向が地球の進行方向と一致すれば光は遅く見え、逆方向であれば光は速く見えるはずである、と考えた。季節あるいは昼夜が変化すれば観測者の運動の方向が反転するが、この運動の変化は光の速さに比べて小さいものの、検出不可能なほど小さくはないと考えられた。すなわち、地球はエーテルの中を進んでいるのであるから、地上ではいわば「エーテルの風」が吹いていることになり、これは光速の変化として捉えられると考えた。